# Saint-Aunès
Saint-Aunès è un comune francese di 3 094 abitanti situato nel dipartimento dell'Hérault nella regione dell'Occitania.

## Società

### Evoluzione demografica
Abitanti censiti